# 田園洞人
田園洞人（英：Tianyuan man、拼音：TiányuándòngRén）は、2007年に中国北京近くの田園洞遺跡で発見された、古人骨である。

## 概要
放射性炭素年代測定では、骨は42,000-39,000年前を示し、東アジアの最も古い現生人類化石の一つである。
ユーラシア西部の現生人類に共通するいくつかの下顎の特徴が見られず、西ユーラシア人とは相違がある。歯の咬合摩耗率に基づいて、40代または50代で死亡したと推定されている。
同位体分析から、彼の食事のかなりの部分を淡水魚に依存していたことが示唆された。

## 遺伝子
2013年に発表された遺伝子分析により、田園洞人は「現在の多くのアジア人とアメリカ先住民」に関係していることが明らかになった。また、現代のヨーロッパ人の祖先からは明瞭に分岐していた。
Y染色体はハプログループK2b*、ミトコンドリアDNAはハプログループBに属していた。
en:GoyetCavesのGoyetQ116-1と独特の遺伝的類似性（西ユーラシアの他の古代の個体には見られない）を示す。また、田園洞人は、今日のブラジルのen:Paiterとen:Karitianaの間で、今日の他のアメリカ先住民の集団との間よりも、多くの対立遺伝子を共有しており、田園洞人に関連する集団がかつて東アジアに広まっていたことを示唆している。
別の分析でも、田園洞人がユーラシア東部集団の基底的な遺伝子構成を有していることが分かっている。